# Coupe du président de l'AFC
La Coupe du président de l'AFC (en anglais : AFC President's Cup) est une compétition de football créée en 2005 par la Confédération asiatique de football (AFC) et ouverte aux clubs des pays jugés les plus faibles par la confédération. Cette compétition regroupait les clubs champions des nations participantes. Le nombre d'équipes a fluctué tout au long de la vie de cette coupe, son format a donc été évolutif.
Elle disparaît à l'issue de l'édition 2014, les clubs des nations dites émergentes se qualifiant désormais pour la coupe de l'AFC.

## Historique
Ces pays dits du groupe C restant en dehors des deux autres coupes asiatiques sont : l'Afghanistan, le Bangladesh, le Bhoutan, la Birmanie, Brunei, le Cambodge, la Corée du Nord, Guam, le Kirghizistan, le Laos, Macao, la Mongolie, le Népal, le Pakistan, la Palestine, les Philippines, le Sri Lanka, Taïwan, le Tadjikistan, le Timor oriental et le Turkménistan.
Ils n'ont cependant jamais concouru ensemble dans l'histoire de cette coupe. Seules six nations ont participé à toutes les éditions de la compétition (de 2005 à 2014) : le Népal, Taïwan, le Bhoutan, le Sri Lanka, le Pakistan et le Cambodge. À partir de 2008, le Bangladesh et le Turkménistan rejoignent la compétition. À compter de 2012, c'est au tour de la Mongolie de participer, les Philippines entrant quant à elles à partir de 2013 et la Corée du Nord s'inscrit pour la dernière édition de 2014.
Plusieurs nations ont participé à cette compétition, avant de rejoindre la Coupe de l'AFC : il s'agit de la Palestine qui participa 2011 à 2013 ; de la Birmanie qui a joué de 2008 à 2011 ; du Tadjikistan de 2005 à 2012 ou encore du Kirghizistan de 2005 à 2013.
Tous les autres pays inscrits sur la liste de l'AFC n'ont jamais participé à cette coupe : l'Afghanistan, Brunei, Guam, le Laos, Macao et le Timor oriental.
En mars 2012, l'AFC annonce que les îles Mariannes du Nord remplissent les conditions pour participer à la Coupe du Président de l'AFC. Cependant, aucun club de cette nation n'a jamais été inscrit.

## Format

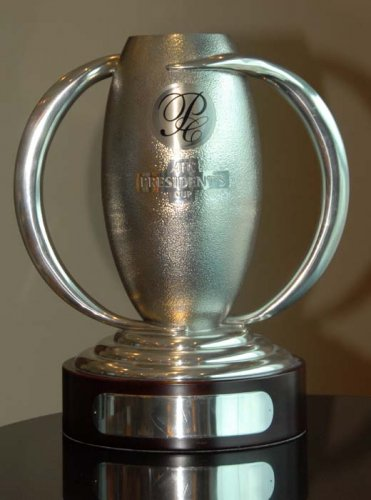
Trophée de la compétition.

Comme le nombre d'équipes engagées a été variable tout au long de son histoire, la compétition a connu plusieurs formats :
De 2005 à 2007, huit clubs ont participé. Ils étaient répartis en deux groupes de quatre et s'affrontaient une fois chacun. Les deux premiers de chaque groupe se qualifiaient pour les demi-finales. Ces demi-finales ainsi que la finale se jouaient en match à élimination directe. La totalité de la compétition se déroulait dans une même ville hôte.
De 2008 à 2010, onze participants se sont inscrits. Il y avait alors trois groupes (deux de 4 équipes et un de 3 équipes) où les concurrents s'affrontaient une fois chacun. Chaque groupe se déroulait dans un lieu différent, à l'exception de 2010 où 2 des 3 groupes se sont joués à Rangoun. Le premier de chaque groupe et le meilleur second sont qualifiés pour les demi-finales. Ces demi-finales, ainsi que la finale, se jouaient en élimination directe dans un même lieu, différent de ceux retenus pour les groupes (là aussi, exception faite de 2010 où ces phases finales ont eu lieu à Rangoun).
De 2011 à 2014, le nombre de clubs participants étant de 12, le format a encore évolué. Un premier tour organisé en 3 groupes de 4 équipes qui s'affrontent une fois chacune (les groupes se déroulent chacun dans une ville hôte différente). Les deux premiers de ces groupes étaient qualifiés pour un second tour. Ces 6 clubs étaient répartis en deux groupes de 3 et s'affrontaient une fois chacun. Le premier de chaque groupe jouait la finale. Les deux groupes ainsi que la finale se disputaient dans une autre ville hôte.

## Palmarès
| Année | Vainqueur                    | Finaliste               | Score              | Lieu                                            |
| ----- | ---------------------------- | ----------------------- | ------------------ | ----------------------------------------------- |
| 2005  | Regar-TadAZ Tursunzoda (1)   | Dordoi-Dynamo Naryn     | 3 – 0              | Stade Dasarath Rangasala, Katmandou             |
| 2006  | Dordoi-Dynamo Naryn (1)      | Vakhsh Qurghonteppa     | 2 – 1 ap           | Stade Sarawak (en), Kuching                     |
| 2007  | Dordoi-Dynamo Naryn (2)      | Mahendra Police Club    | 2 – 1              | Punjab Stadium, Lahore                          |
| 2008  | Regar-TadAZ Tursunzoda (2)   | Dordoi-Dynamo Naryn     | 1 – 1 ap 4 – 3 tab | Spartak Stadium, Bichkek                        |
| 2009  | Regar-TadAZ Tursunzoda (3)   | Dordoi-Dynamo Naryn     | 2 – 0              | Stadium Metallurg 1st District (en), Tursunzoda |
| 2010  | Yadanarbon Football Club (1) | Dordoi Bichkek          | 1 – 0 ap           | Stade Thuwunna, Rangoun                         |
| 2011  | Taiwan Power Company FC (1)  | Phnom Penh Crown        | 3 – 2              | Stade national, Kaohsiung                       |
| 2012  | Istiqlol Dushanbe (1)        | Markaz Shabab Al-Am'Ari | 2 – 1              | Stade Pamir, Douchanbé                          |
| 2013  | FC Balkan (1)                | KRL FC                  | 1 – 0              | Hang Jebat Stadium (en), Malacca                |
| 2014  | HTTU Achgabat (1)            | Rimyongsu SC            | 2 – 1              | Sugathadasa Stadium, Colombo                    |

## Récapitulatif par nation

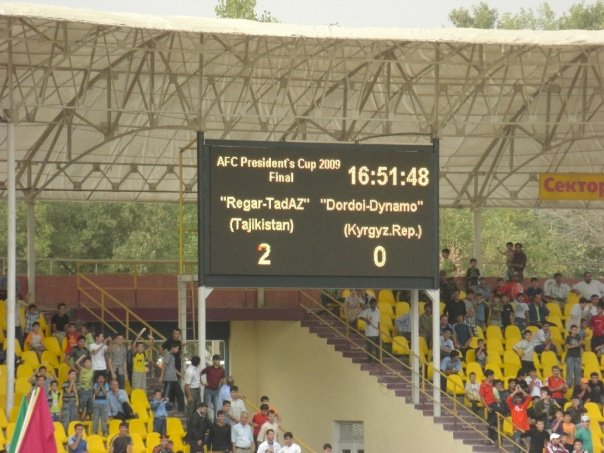
Tableau du score de la finale 2009.

|   | Nation        | Vainqueur | Finaliste |
| - | ------------- | --------- | --------- |
| 1 | Tadjikistan   | 4         | 1         |
| 2 | Kirghizistan  | 2         | 4         |
| 3 | Turkménistan  | 2         | 0         |
| 4 | Birmanie      | 1         | 0         |
| 4 | Taïwan        | 1         | 0         |
| 6 | Cambodge      | 0         | 1         |
| 6 | Corée du Nord | 0         | 1         |
| 6 | Népal         | 0         | 1         |
| 6 | Pakistan      | 0         | 1         |
| 6 | Palestine     | 0         | 1         |

## Récapitulatif par club
| Club                    | Vainqueur | Finaliste | Année(s) victoire(s) | Année(s) finale(s)     |
| ----------------------- | --------- | --------- | -------------------- | ---------------------- |
| Regar-TadAZ Tursunzoda  | 3         | 0         | 2005, 2008, 2009     |                        |
| Dordoi-Dynamo Naryn     | 2         | 4         | 2006, 2007           | 2005, 2008, 2009, 2010 |
| Yadanarbon FC           | 1         | 0         | 2010                 |                        |
| Taiwan Power Company FC | 1         | 0         | 2011                 |                        |
| Istiqlol Dushanbe       | 1         | 0         | 2012                 |                        |
| FC Balkan               | 1         | 0         | 2013                 |                        |
| HTTU Achgabat           | 1         | 0         | 2014                 |                        |
| Vakhsh Qurghonteppa     | 0         | 1         |                      | 2006                   |
| Mahendra Police Club    | 0         | 1         |                      | 2007                   |
| Phnom Penh Crown        | 0         | 1         |                      | 2011                   |
| Markaz Shabab Al-Am'Ari | 0         | 1         |                      | 2012                   |
| KRL FC                  | 0         | 1         |                      | 2013                   |
| Rimyongsu SC            | 0         | 1         |                      | 2014                   |